# Pan (måne)
För andra betydelser, se Pan (olika betydelser).
Pan (av grekiska Πάν) är en av Saturnus månar. Den är även känd under namnet Saturnus XVIII och dess temporära beteckning S/1981 S 13.
Pan är den innersta av Saturnus kända satelliter och ligger i Enckes delning vid Saturnus A-ring. Den är en så kallad herdemåne och dess gravitation håller Enckes delning fritt från ringmaterial och skapar vågmönster i de närbelägna ringarna.
På grund av dessa vågmönster kunde Pans storlek och plats förutsägas innan upptäckten genom en analys av mönstren vid kanten av Saturnus A-ring. Pan upptäcktes genom en ny undersökning av 10 år gamla fotografier från Voyager vid den förutsedda platsen av Mark R Showalter 1990.
Det är möjligt att det finns satelliter inom Saturnus ringar som ännu inte upptäckts. 
Det finns även en asteroid under namnet 4450 Pan.